# Josef Prentl (Politiker, 1916)
Josef Prentl (* 14. Oktober 1916 in Rosenheim; † 16. Juli 1994 in Mittenwald) war ein deutscher Luftwaffenoffizier im Zweiten Weltkrieg und Heeresoffizier in der Bundeswehr. Von 1974 bis 1978 war er Abgeordneter im Bayerischen Landtag für die CSU.

## Militärdienst
Nach dem Abitur am Humanistischen Gymnasium wurde Prentl am 1. Oktober 1936 als Fahnenjunker Mitglied der Luftwaffe. Zunächst kam er an die Luftkriegsschule Wildpark-Werder und wurde nach der Ausbildung dort im Dezember 1936 zur Flakartillerie versetzt. Am 1. September 1939 wurde er zum Leutnant ernannt und Zugführer in der 5. Batterie des Flak-Regiments 29. Im November 1938 wurde er dann Batterie-Offizier und im März 1940 Adjutant in dem III./Flak-Regiment 29. In dieser Funktion nahm Prentl am Westfeldzug teil.
Prentl wurde am 1. August 1940 zum Oberleutnant befördert. Es folgte dann zum 5. November 1940 eine Versetzung zur Luftkriegsschule 8 in Göppingen, wo er als Taktik- und Waffenlehrer tätig war. Juni 1941 wurde er nach Brest zur 3./Reserve-Flak-Abteilung 391 versetzt, wo er Batteriechef war. Im Mai 1942 wurde Prentl als Batteriechef zur 2. Batterie des Flak-Regiments 231 versetzt, mit der er am Krieg gegen die Sowjetunion teilnahm. In den Kämpfen um den Brückenkopf Woronesch wurden durch seine Batterie am 24. und 25. Juli 1942 25 Panzer und drei Flugzeuge abgeschossen. Er sollte hierfür am 21. Oktober 1942 das Ritterkreuz des Eisernen Kreuzes erhalten.
Am 1. August 1942 wurde Prentl in den Stab der 10. Flak-Division versetzt und am 1. Februar 1943 zum Hauptmann befördert. Er war in der Zeit vom 14. Januar bis zum 15. Februar 1943 Kommandeur der sogenannten Kampfgruppe „Prentl“, welche nordöstlich von Starobelsk im Gebiet des Don operierte. Die Kampfgruppe war dabei hauptsächlich im Rahmen von Rückzugsgefechten beim Rückzug auf Charkow tätig und zerstörte hierbei mehrere sowjetische Panzer und Geschütze. Er wurde im Juni 1943 Lehrgruppenleiter an der Erdkampfschule des I. Flakkorps und wurde dann im September 1943 bei der Entwaffnung italienischer Einheiten eingesetzt.
Am 1. Oktober 1943 wurde Prentl dann Leiter der Flak-Erdkampfschule Süd in Italien. Von Januar bis März 1944 war er als Befehlshaber einer Kampfgruppe an der Bekämpfung der im Rahmen der Operation Shingle gelandeten alliierten Truppen in der Gegend von Nettuno beteiligt. Anschließend übernahm er wieder die Leitung der Erdkampfschule Süd. Von Mai bis Oktober 1944 wurde er dann bei den Kämpfen in Mittelitalien eingesetzt und wurde am 20. August 1944 mit dem Deutschen Kreuz in Gold ausgezeichnet. Prentl wurde am 19. Oktober 1944 zum Kommandeur der II./Flak-Regiment 37 ernannt und am 1. November 1944 zum Major befördert. Am 15. Februar 1945 wurde er Kommandeur des Flak-Regiments 116 und nahm mit diesem an den Kämpfen um Heiligenbeil teil. Er wurde noch am 5. April 1945 mit der Nahkampfspange und am 28. April 1945 mit dem Eichenlaub zum Ritterkreuz des Eisernen Kreuzes ausgezeichnet, bevor er am 13. Mai 1945 bei Kiel in Kriegsgefangenschaft geriet.
Später trat Josef Prentl in die Bundeswehr ein, aus der er 1973 als Oberst der Gebirgsjäger verabschiedet wurde. Er war in der Bundeswehr zuletzt Kommandeur des Verteidigungsbezirkskommando Oberbayern.

## Politik
Für die CSU war er nach seiner militärischen Dienstzeit 1974 bis 1978 als Abgeordneter im Landtag vertreten. Prentl war außerdem Gründer des Wehrpolitischen Arbeitskreises im Kreisverband Garmisch-Partenkirchen. Er fiel als Politiker unter anderem mit dem Plan auf, Reservisten der Bundeswehr im Krisenfall zur Zivilverteidigung einzusetzen. Hierbei sollten die bewaffneten Reservisten im Hinterland auch vor Kriegsausbruch wichtige zivile und militärische Objekte schützen und zur „Abschreckung auch gegenüber subversiven Kräften“ wie Terroristen dienen. Er setzte sich auch wirksam gegen eine Abrissverfügung des Landkreises Garmisch-Partenkirchen ein, die sich auf die Beseitigung von als Zweitwohnsitz genutzten Gebäuden in den Alpen richtete.
Er war ferner ab 1978 Geschäftsführer der Bayerisch-Togoischen Gesellschaft, deren Vorsitzende Franz Josef Strauß und der togoische Diktator Gnassingbé Eyadéma waren.
1978 erschien das von ihm verfasste Buch Flak-Kampfgruppe Prentl – ein Erlebnisbericht im rechtsextremen Schild-Verlag.

## Schriften
- Josef Prentl: Flak-Kampfgruppe Prentl : ein Erlebnisbericht. Schild, München 1978, ISBN 3-88014-067-7.